# جوردن مارشال
جوردن مارشال (بالإنجليزية: Jordan Marshall)‏ (27 أكتوبر 1996 بنيوكاسل أبون تاين في المملكة المتحدة - ) هو لاعب كرة قدم بريطاني في مركز الدفاع. لعب مع كوين أوف ساوث.

## وصلات خارجية
- جوردن مارشال على موقع قاعدة بيانات كرة القدم.إي يو (الإنجليزية)
- جوردن مارشال على موقع Soccerbase.com (لاعب) (الإنجليزية)
- جوردن مارشال على موقع Soccerway.com (الإنجليزية)